# Brunssummerheide

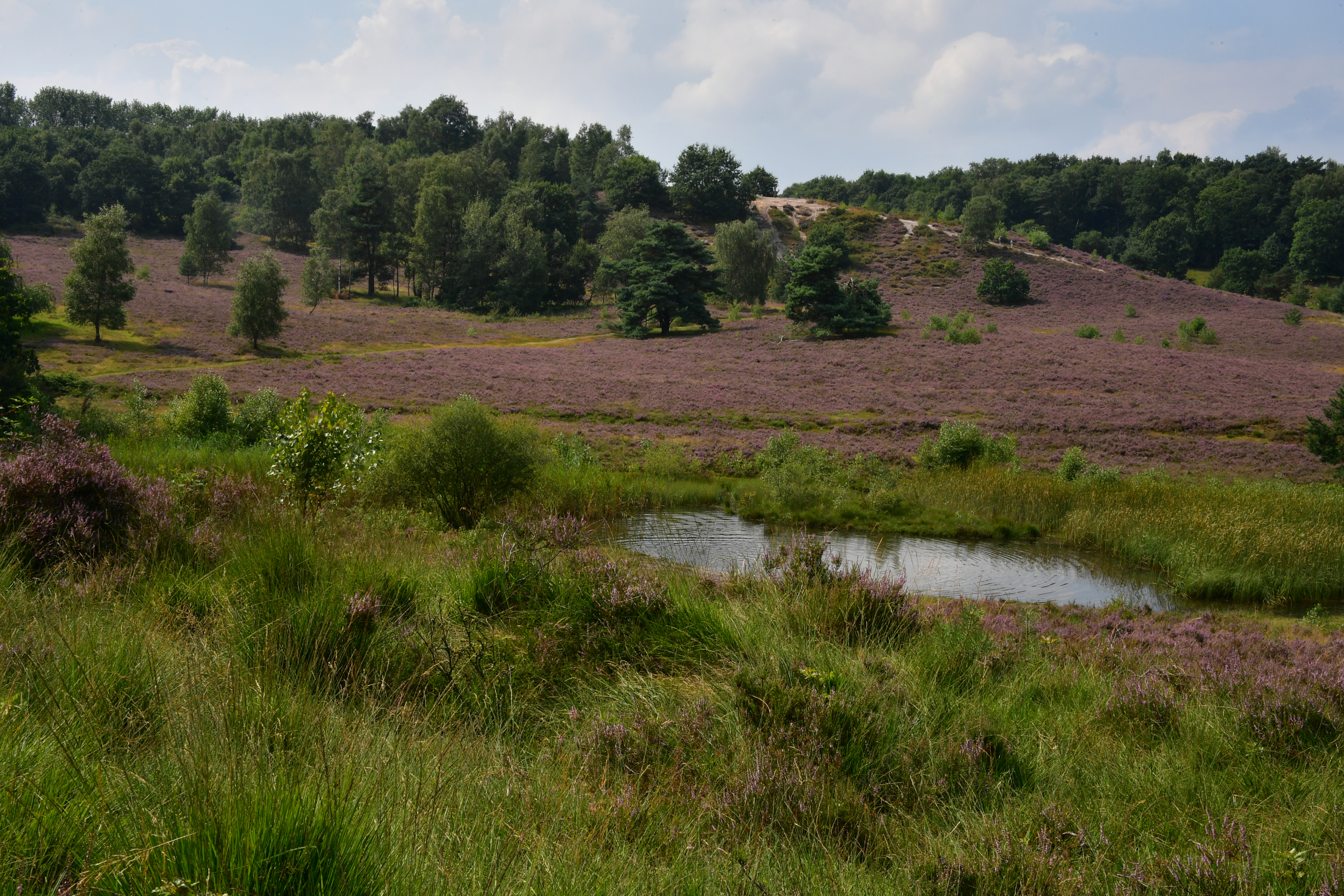

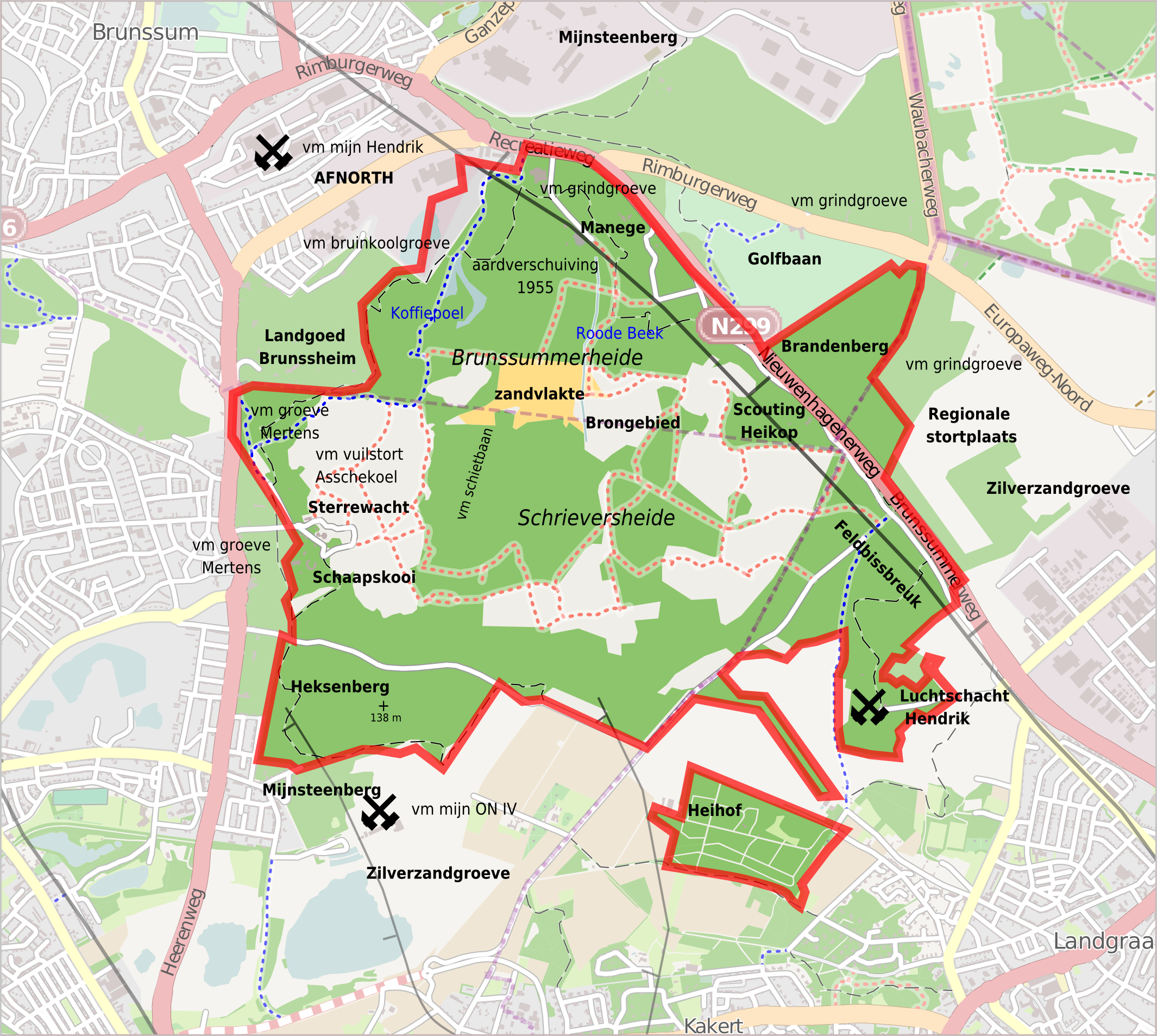
Karte der Brunssummerheide, in rot die Natura-2000-Grenze (2011)

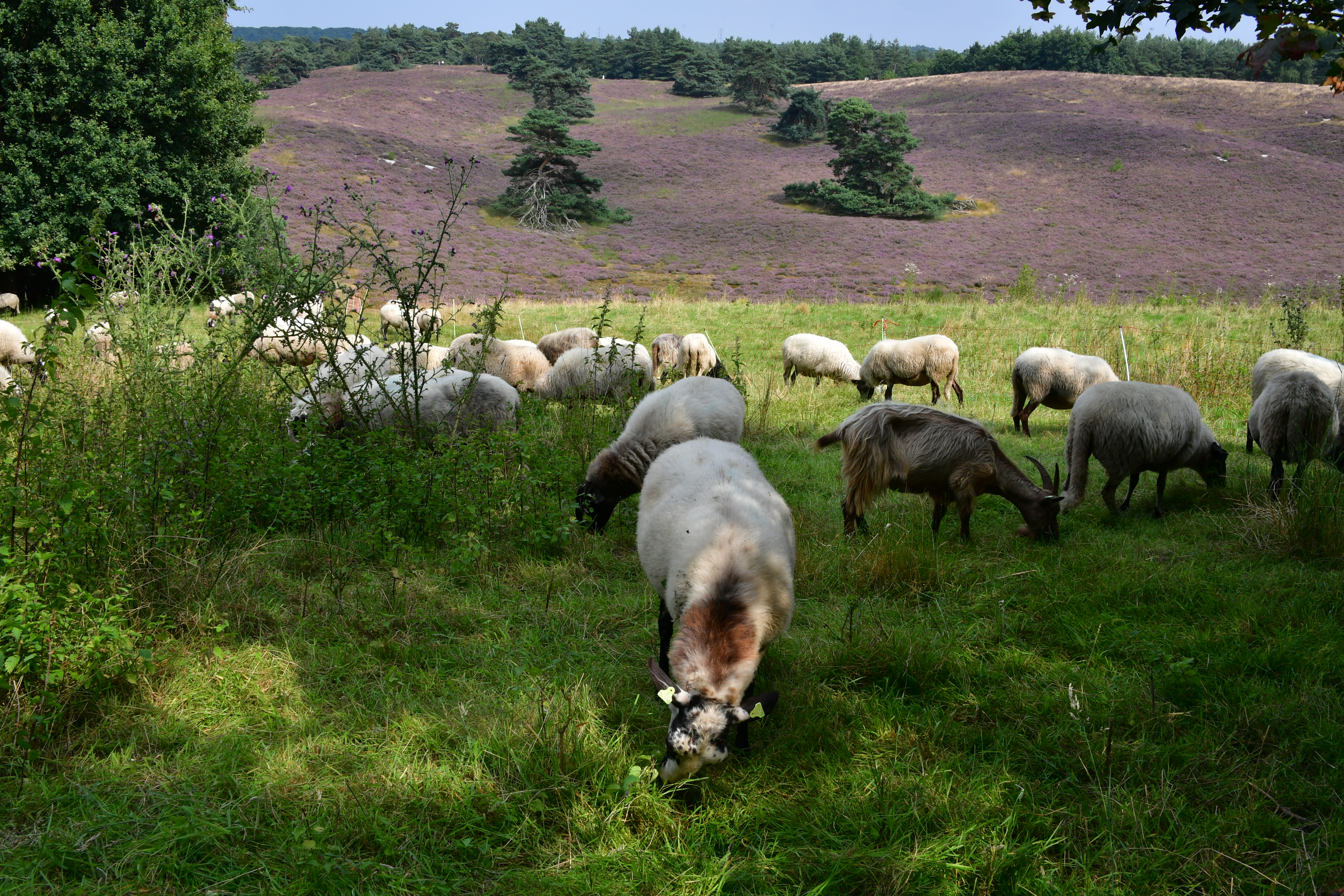
Schafherde zur natürlichen Heidepflege

Die Brunssummerheide ist ein etwa 600 Hektar großes Naturschutzgebiet in der niederländischen Provinz Limburg zwischen den Orten Brunssum, Heerlen und Landgraaf. Es umfasst insbesondere die sogenannte Schrieversheide. Die Bezeichnung Brunssummerheide wird aber auch im weiteren Sinne für das rund 1800 Hektar große Naherholungsgebiet, in dem sich dieses Naturschutzgebiet befindet, benutzt. Die Freizeitnutzung umfasst Wandern, Radfahren, Golfen und Reiten. Es gibt auch ein Observatorium und die Landgraaf Brunssummerheide, eine Wehranlage von mehr als einem Kilometer Länge, befindet sich ebenfalls in der Gegend. Über die Naturbrücke Heidenaturpark ist die Brunssummerheide über den Brandenberg mit dem deutschen Natura 2000 Gebiet der Teverener Heide verbunden. Diese Gebiete sind Teil des grenzüberschreitenden Heidenaturparks. Das Naturschutzgebiet wurde am 3. September 2013 eingerichtet.

## Natur
Die Schrieversheide (auf dem Gebiet der Stadt Heerlen) ist ein Überrest einer größeren Heidelandschaft, die nun teilweise bewaldet, unter einer Deponie verschwunden oder bebaut ist. Nach dem Zweiten Weltkrieg wurde sie als Truppenübungsplatz genutzt. Die Schrieversheide, die als wertvoll und schön beschrieben wird, ist eine der hügeligeren in den Niederlanden und die einzige nennenswerte Heide in Süd-Limburg. Die Oberflächengestalt zeigt sich in großen Höhenunterschieden. Der Sickerdruck auf die Quellen des Baches Roode Beek ist daher groß. Die Heide wird von einem stark torfigen und sumpfigen Bachtal mit einem Großteil der dazugehörigen Vegetation durchschnitten. Das ist für die Niederlande eine Besonderheit.
Durch Braunkohleabbau zwischen den beiden Weltkriegen wurde ein hoher Berg aus Decksandaushub abgelagert. Am 10. Juni 1955 schob dieser Berg nach anhaltenden Regenfällen Sand in den ehemaligen Steinbruch und bedeckte das dortige Schwimmbad. 1960 bis 1962 wurde etwas weiter, an der Grenze zwischen Heerlen und Brunssum, an der Akerstraat/Heerenweg, das spätere Naturbad De Zeekoelen als Ersatz für das begrabene Schwimmbad gebaut.
Im Südwesten des Areals grenzt der Heksenberg an den gleichnamigen Stadtteil. Am südwestlichen Rand befindet sich auch die Bergehalde Oranje-Nassau IV mit Gesteinsabfällen aus der Zeche. 1985 hatte die Halde eine Fläche von etwa 11 Hektar bei einer Höhe von 45 Metern und einer Masse von 3,1 Millionen Tonnen.
Die Brunssummerheide ist ein Natura-2000-Gebiet.

## Bedrohungen
Fragmentierung ist eine große Bedrohung für dieses Naturschutzgebiet. Eine ehemalige Kiesgrube am Rande dieses Naturschutzgebietes wurde in den 1980er Jahren zum Bau des Golfclubs Brunssummerheide genutzt. In den 1990er Jahren gab es Pläne, eine Autobahn über einen Teil der Brunssummerheide zu bauen, hier wurde der Buitenring Parkstad Limburg mit der Grünbrücke Feldbiss angelegt. Sandabbau gefährdet die Brunssummerheide ebenso. Für den miozänen Silbersand, der als wertvoller Rohstoff gilt, wurden Teile der Heide bereits vor dem Zweiten Weltkrieg abgebaut.
Ein Teil der Brunssummerheide besteht aus einer ehemaligen Müllhalde, die bedeckt wurde. In diesem Teil befindet sich das Besucherzentrum. Die Deponie stammt aus der Zeit vor der geltenden Umweltgesetzgebung und neben Hausmüll wurden hier auch Krankenhausabfälle und Abfälle einer Farbenfabrik deponiert. Chemikalien aus dieser Deponie bewegen sich langsam mit dem Grundwasser in Richtung Schrieversheide.

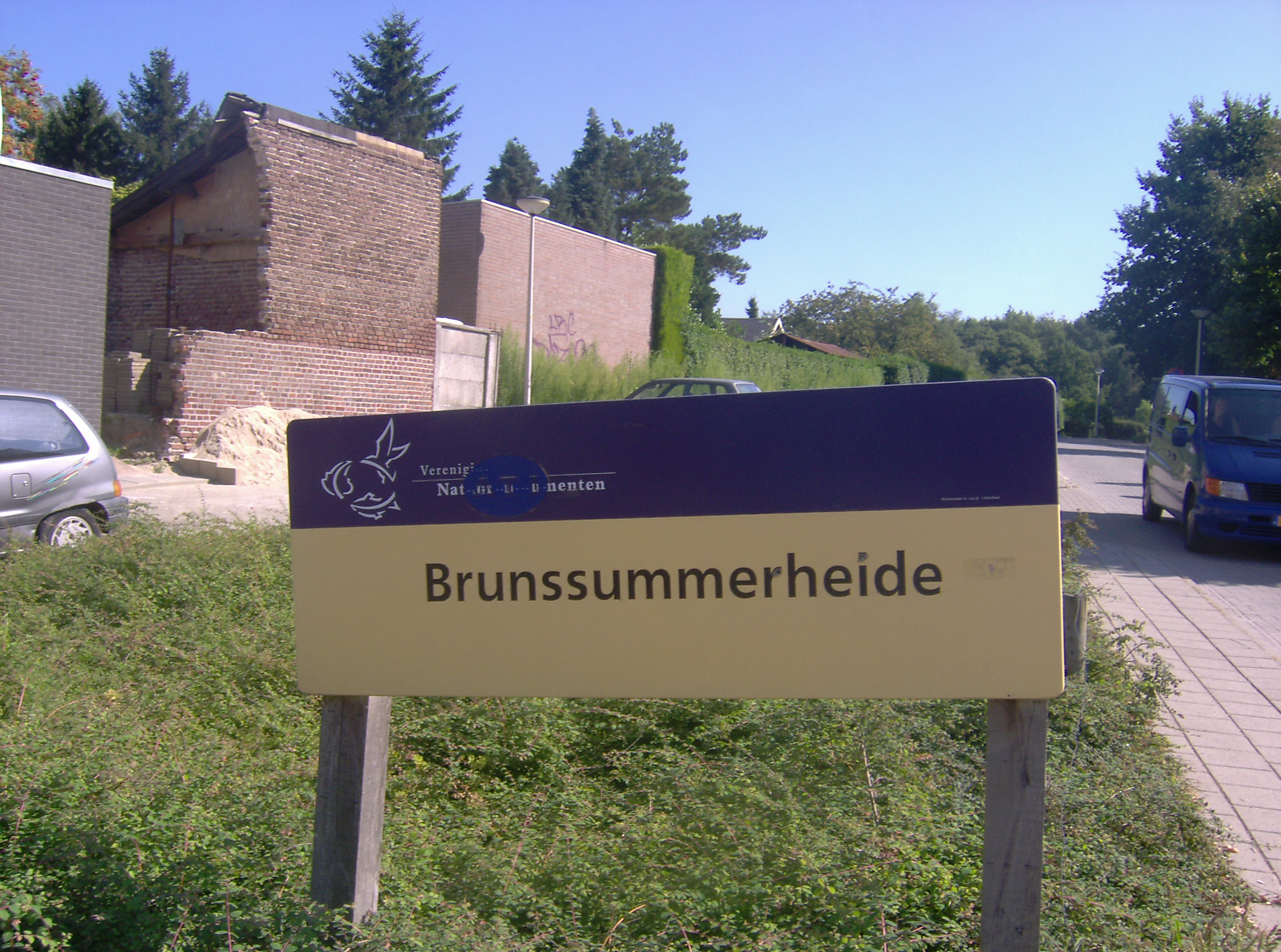
Brunssummerheide
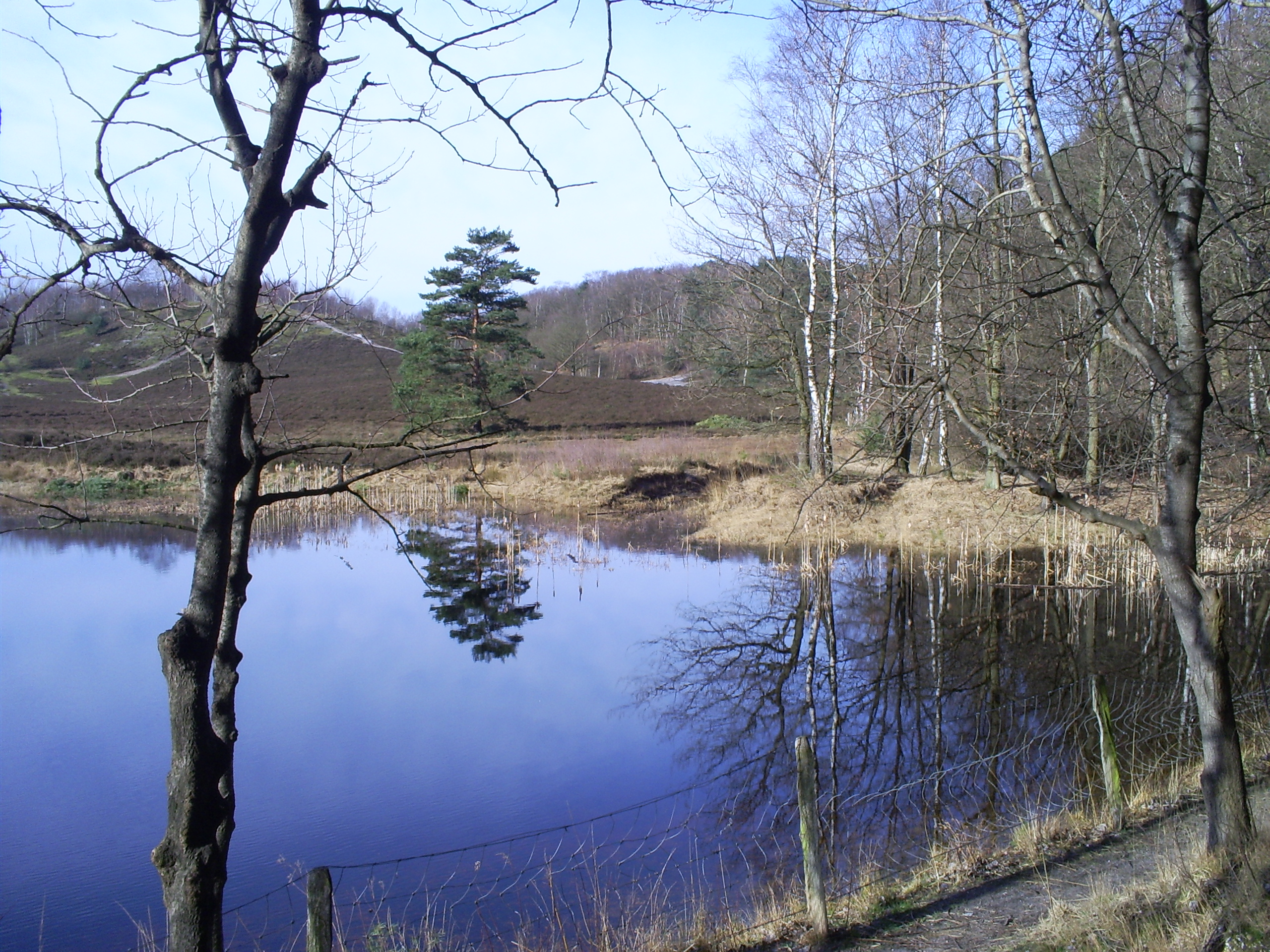
Schrieversheide
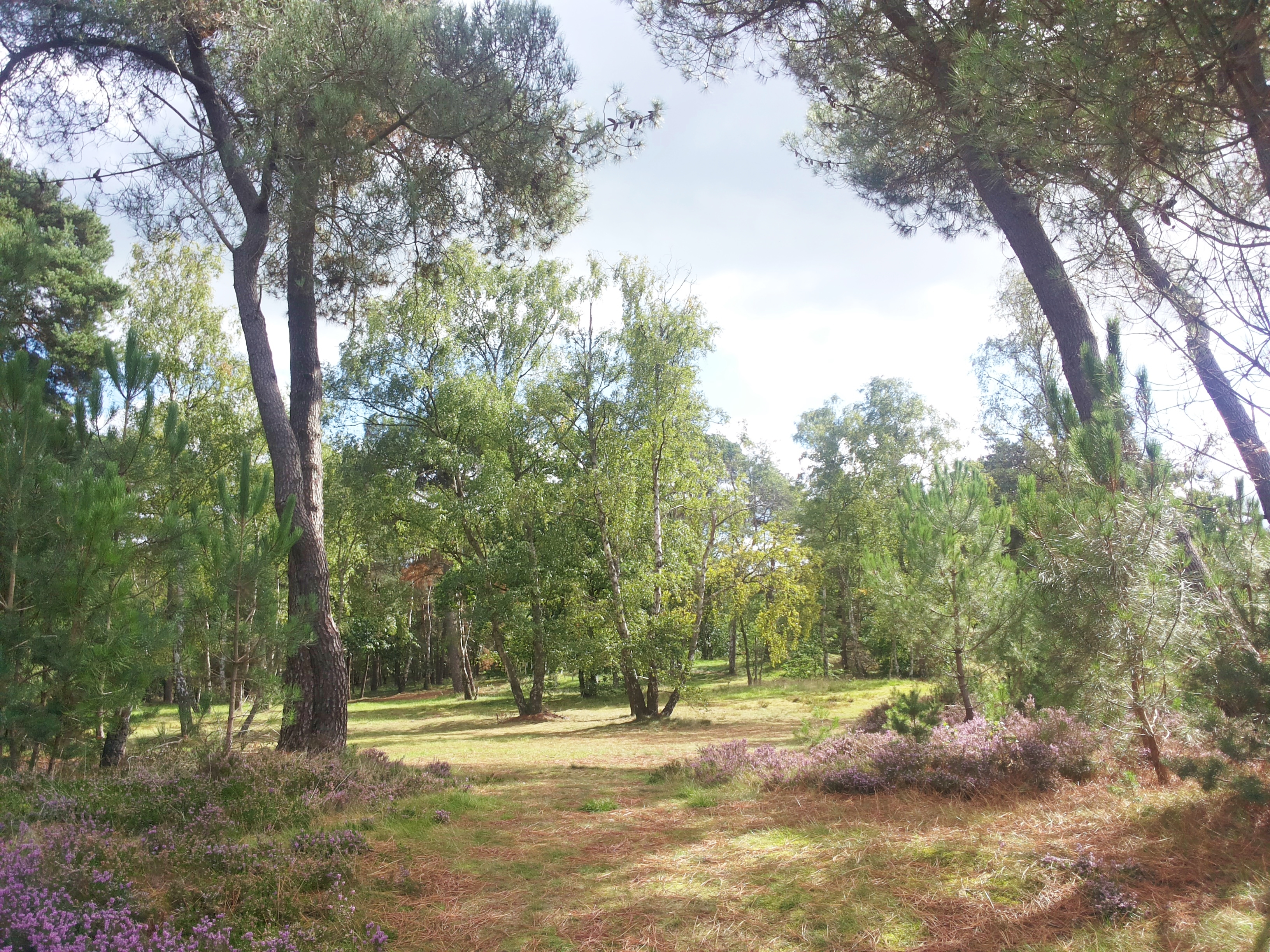
Heide im September
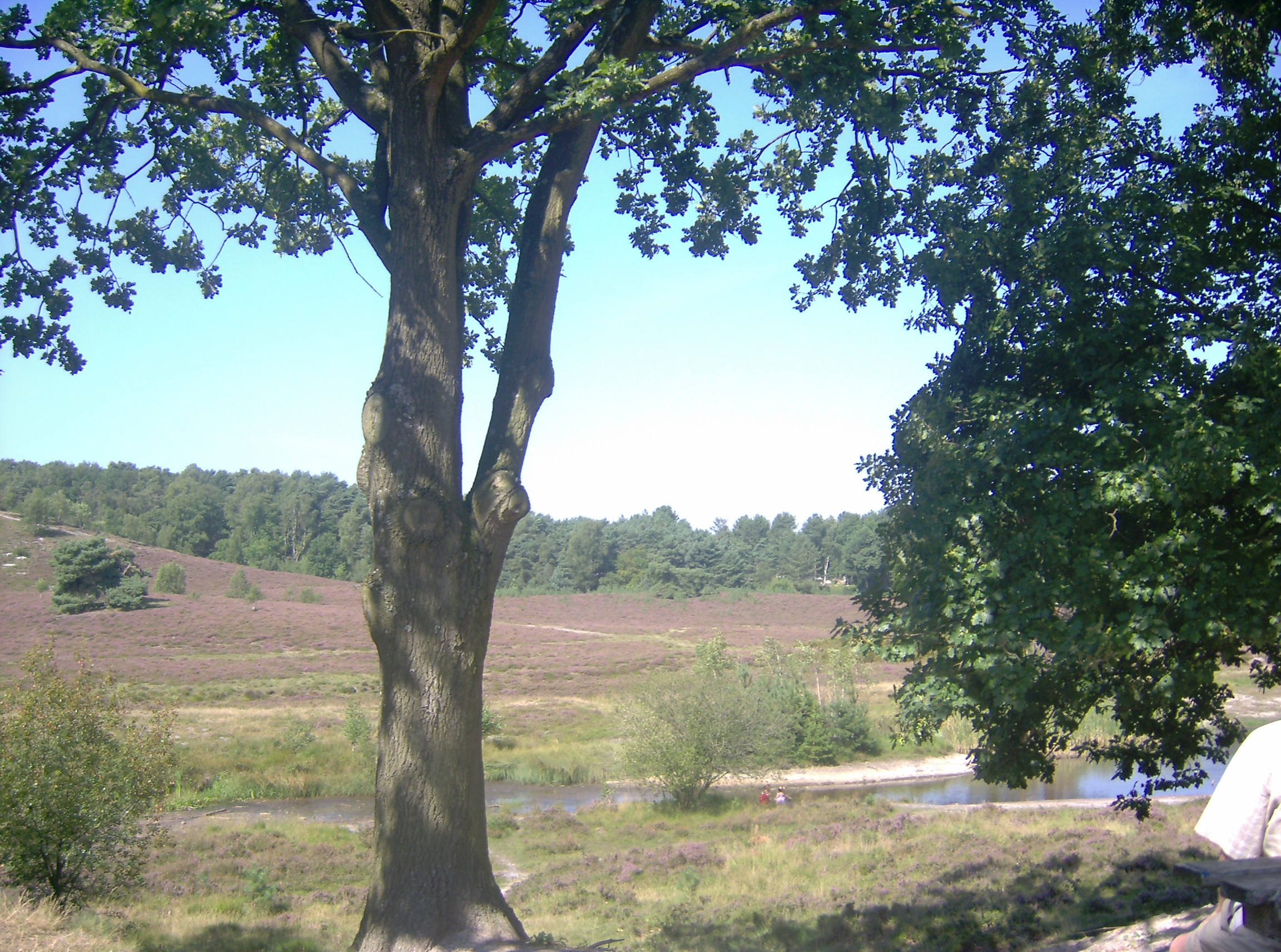
Ansicht
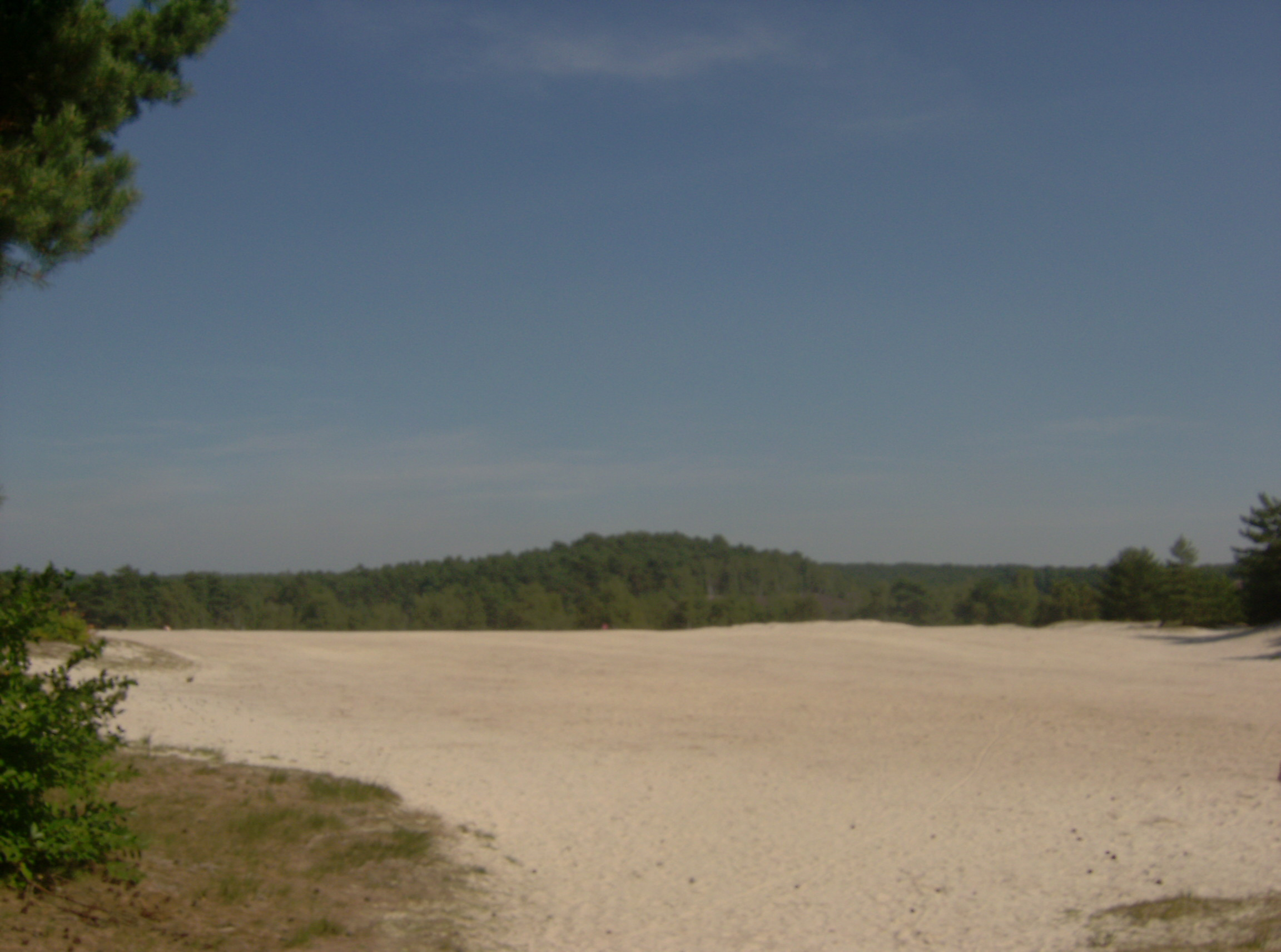
Sandfläche
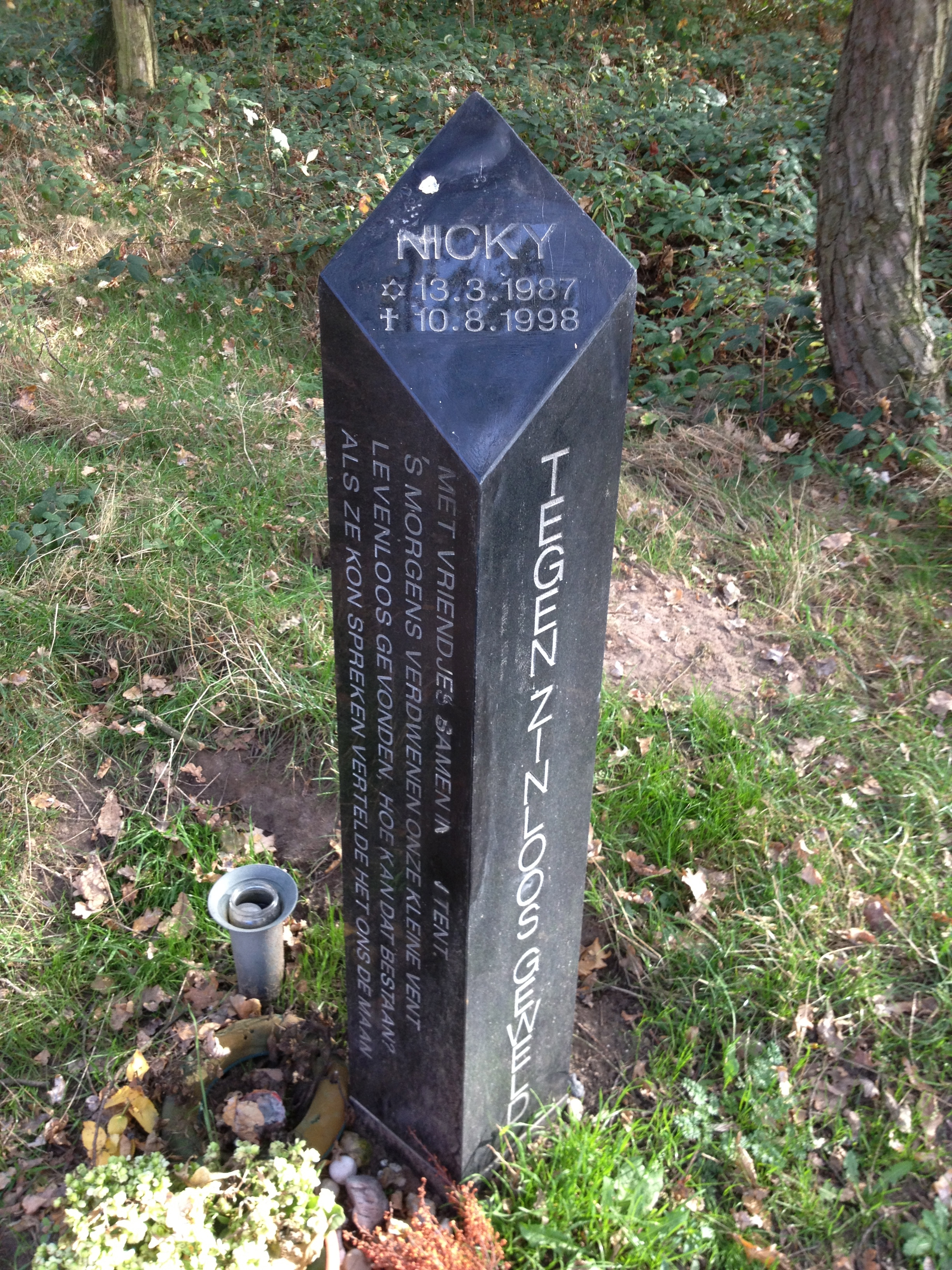
Gedenkstein für den 1998 ermordeten  Nicky Verstappen
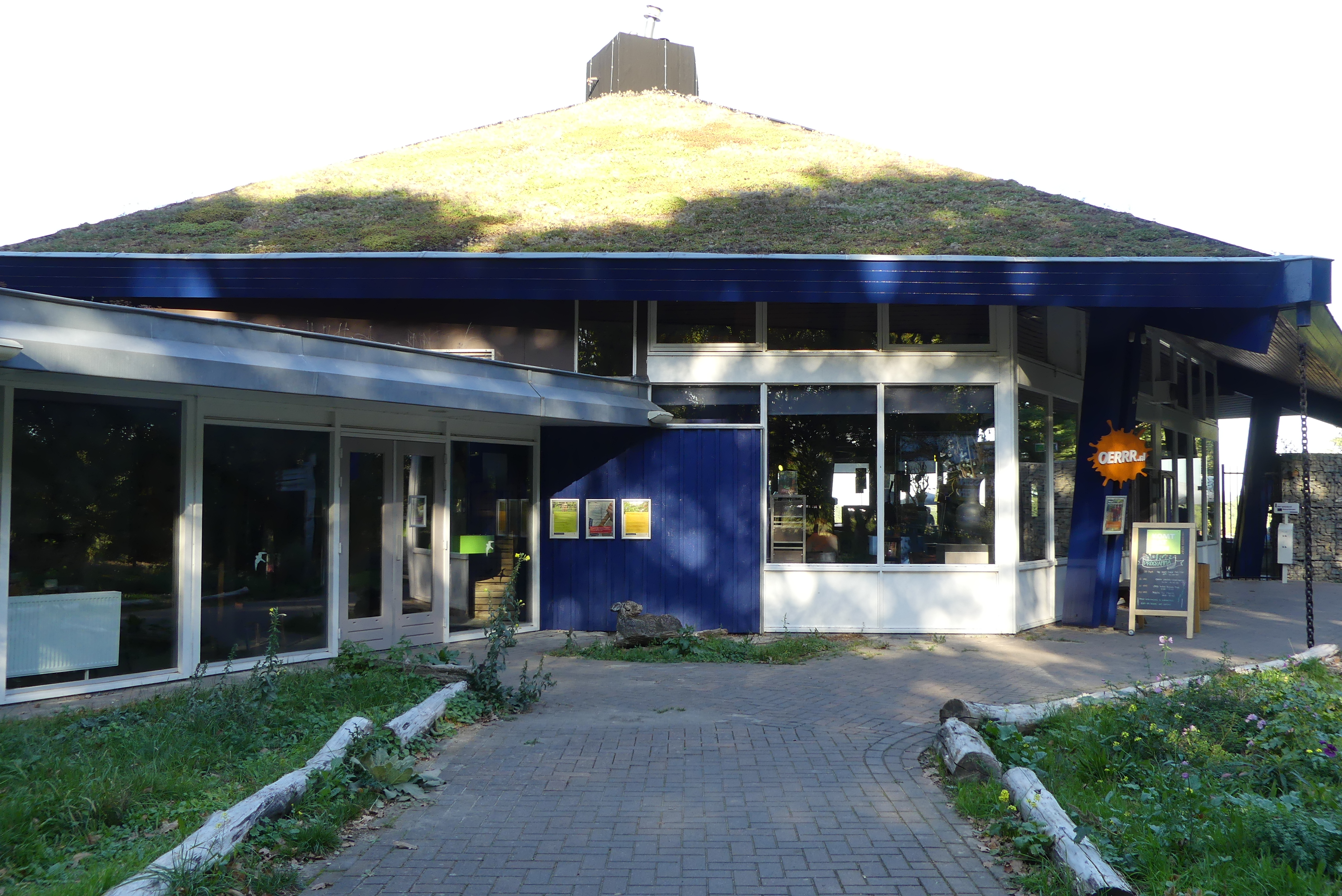
Besucherzentrum mit Gastronomie und Terrasse